# 이스라엘 대통령
이스라엘국 대통령(히브리어: נָשִׂיא מְדִינַת יִשְׂרָאֵל 나시 메디낫 이스라엘 / 히브리어: נָשִׂיא הַמְדִינָה 나시 하메디나)은 이스라엘의 상징적인 존재다. 현직 대통령은 2021년 7월 7일에 취임한 이츠하크 헤르초그 대통령이다. 대통령은 이스라엘의 입법부인 크네세트에서 투표를 거쳐 선출되며, 7년 단임제를 채택하고 있다. 상징적인 명예직에 가까우며 정치적 실권은 총리가 가진다.

## 선거
이스라엘 대통령은 크네세트에서 절대다수의 득표로 선출된다. 1차 투표에서 절대과반을 얻은 후보가 없을 경우에는 2차 투표를 치르는데, 이때 1차에서 출마한 후보 중 1위와 2위만을 추려 2인 구도로 표결을 진행한다. 투표 과정에서 크네세트 의원들은 비밀투표를 거친다. 대통령의 임기는 7년 단임제로 재임은 불가능하다. 2000년까지는 5년 임기였으며 재임이 가능했다.
이스라엘에 거주하는 국민이라면 누구든 대통령 후보로 나설 자격을 갖게 된다. 대통령이 퇴임하는 경우는 임기를 다 채웠거나, 도중 사임하였거나, 크네세트에서 대통령의 직권남용 혹은 무능력을 사유로 탄핵안을 발의해 3분의 2 이상 의원의 찬성으로 통과시켰을 경우에 해당된다. 대통령의 임기는 정부의 안정을 유지하고 초당파 인물이 될 수 있도록 크네세트의 임기와는 상관없이 진행된다. 부통령은 존재하지 않으며 대통령이 잠시 자리를 비우거나 무력화된다면 크네세트의 총리가 권한대행을 맡게 된다.
초대 대통령 선거는 1949년 2월 16일에 치러진 대통령 선거였으며, 초대 대통령은 하임 바이츠만이었다. 2년 후인 1951년에는 초대 크네세트의 임기(2년)가 종료됨에 따라 제2회 대통령 선거가 치러졌으며 바이츠만 대통령이 재임에 성공했다. 하지만 이듬해 1952년 바이츠만 대통령이 사망하면서 제3회 선거를 치르게 되었다.
그 때 이후 대통령 선거가 치러진 해는 1957년, 1962년, 1963년 (이츠하크 벤즈비 대통령의 사망에 따른 보궐선거), 1968년, 1973년, 1978년, 1983년, 1988년, 1993년, 1998년, 2000년, 2007년, 2014년이다. 이 중에서 총 여섯 차례 (1951년, 1957년, 1962년, 1968년, 1978년, 1988년)는 상대후보 없는 단독 선거로 진행되었다.

## 권한과 책임
이스라엘 대통령의 권한은 일반적으로 총리를 비롯해 의회 국가수장이 가진 권한과 같으며, 1964년 제정된 대통령 기본법에 따라 규정되어 있다. 이스라엘 정부에 관해 규정한 정부기본법에서도 이스라엘 대통령의 권한에 대한 조항을 담고 있다.
이스라엘 대통령은 크네세트에서 통과된 (대통령 권한에 관한 법을 제외한) 모든 국내 제정법과 양자 혹은 국제조약에 서명해야 한다. 대통령은 자국 대사를 임명하고 외국대사의 임명장을 받으며, 이스라엘 은행 총재, 이스라엘 감사원장 (크네세트 원내위원회의 추천을 받아야 함), 고등교육위원회·국립과학연구소·방송국·수감재활국·최고랍비위원회·울프 재단 관계자, 마겐다비드 공사 사장, 이스라엘 과학인문한림원장을 지명한다. 총리도 상징적으로나마 임명할 수 있다. 또한 군인이나 일반인 수감자를 사면 혹은 감면해줄 수 있으며, 대법원을 비롯한 각 법원의 판사를 법관임명위원회의 지명서를 받아 의식상으로나마 임명할 수 있는 권한도 가지고 있다.
여기에 정부기본법 제29조 A항을 보면 정부내각이 과반을 잃어서 실권을 더 이상 발휘할 수 없게 되었을 때 총리의 요청으로 크네세트를 해산하는데 반드시 동의해야 한다고 나와 있다. 이처럼 대통령의 권한 사용은 관련 정부관료의 동의서에 따라 행사하는 경우가 일반적이다.
이스라엘 대통령에게 부여된 것 중 실질적으로 가장 중요한 역할은 내각 수립 절차를 이끄는 것이다. 이스라엘 선거제도의 특성상 어느 한 정당이 혼자서 내각을 구성하기란 쉽지 않고 연립내각인 경우가 많기에, 대통령이 각당 대표와 상의하여 크네세트의 과반을 이끌 적임 정당을 결정하여, 내각을 수립한다.

## 역대 대통령 목록
| 대 | 사진             | 이름 (출생연도-사망연도)                      | 재임기간         | 재임기간         | 소속정당                         | 기타        |
| -- | ---------------- | --------------------------------------------- | ---------------- | ---------------- | -------------------------------- | ----------- |
| 1  |                  | 하임 바이츠만 חיים עזריאל ויצמן (1874-1952)   | 1949년 2월 17일  | 1951년 11월 25일 | 시온주의                         |             |
| 1  | 1951년 11월 25일 | 하임 바이츠만 חיים עזריאל ויצמן (1874-1952)   | 1952년 11월 9일  | 재임중 사망      | 시온주의                         |             |
| -  |                  | 요제프 스피린잭 יוסף שפרינצק (1885-1959)      | 1952년 11월 9일  | 1952년 12월 16일 | 마파이                           | 권한대행    |
| 2  |                  | 이츠하크 벤즈비 יצחק בן צבי (1884-1963)       | 1952년 12월 16일 | 1957년 10월 30일 | 마파이                           |             |
| 2  | 1957년 10월 30일 | 이츠하크 벤즈비 יצחק בן צבי (1884-1963)       | 1962년 10월 30일 |                  | 마파이                           |             |
| 2  | 1962년 10월 30일 | 이츠하크 벤즈비 יצחק בן צבי (1884-1963)       | 1963년 4월 23일  | 재임중 사망      | 마파이                           |             |
| -  |                  | 카디시 루즈 קדיש לוז (1895-1972)              | 1963년 4월 23일  | 1963년 5월 21일  | 마파이                           | 권한대행    |
| 3  |                  | 잘만 샤자르 זלמן שז"ר (1889-1974)             | 1963년 5월 21일  | 1968년 3월 26일  | 마파이                           |             |
| 3  | 1968년 3월 26일  | 잘만 샤자르 זלמן שז"ר (1889-1974)             | 1973년 5월 24일  |                  | 마파이                           |             |
| 4  |                  | 에프라임 카치르 אפרים קציר (1916-2009)        | 1973년 5월 24일  | 1978년 5월 29일  | 하·마 연합                       |             |
| 5  |                  | 이츠하크 나본 יצחק נבון (1921-2015)           | 1978년 5월 29일  | 1983년 5월 5일   | 하·마 연합                       |             |
| 6  |                  | 하임 헤르초그 חיים הרצוג (1918-1997)          | 1983년 5월 5일   | 1988년 2월 23일  | 하·마 연합                       |             |
| 6  | 1988년 2월 23일  | 하임 헤르초그 חיים הרצוג (1918-1997)          | 1993년 5월 13일  |                  | 하·마 연합                       |             |
| 7  |                  | 에제르 바이츠만 עזר ויצמן (1921-2005)         | 1993년 5월 13일  | 1998년 3월 4일   | 노동당                           |             |
| 7  | 1998년 3월 4일   | 에제르 바이츠만 עזר ויצמן (1921-2005)         | 2000년 7월 13일  | 재임중 사임      | 노동당                           |             |
| -  |                  | 에이브러햄 버그 אברהם בורג (1955- )           | 2000년 7월 13일  | 2000년 8월 1일   | 원 이스라엘 (노동당)             | 권한대행    |
| 8  |                  | 모셰 카차브 משה קצב (1945- )                  | 2000년 8월 1일   | 2007년 7월 1일   | 리쿠드                           | 재임중 사임 |
| -  |                  | 달리아 이트직 דליה איציק (1952- )             | 2007년 7월 1일   | 2007년 7월 15일  | 카디마                           | 권한대행    |
| 9  |                  | 시몬 페레스 שמעון פרס (1923-2016)             | 2007년 7월 15일  | 2014년 7월 24일  | 카디마                           |             |
| 10 |                  | 레우벤 리블린 ראובן ריבלין (1939- )           | 2014년 7월 24일  | 2021년 7월 7일   | 리쿠드                           |             |
| 11 |                  | 이츠하크 헤르초그 יצחק "בוז׳י" הרצוג (1960- ) | 2021년 7월 7일   | 현재             | 노동당(2021-2024) 민주당(2024- ) |             |